# Света Троица (Големо Коняри)
Вижте пояснителната страница за други значения на Света Троица.
„Света Троица“ (на македонска литературна норма: „Света Троица“) е православна църква в прилепското село Големо Коняри, Северна Македония. Църквата е под управлението на Преспанско-Пелагонийската епархия на Македонската православна църква.
Северно от църквата и трема, който служи за трапезария е открит раннохристиянски капител с кръст на предната страна, релефно обработен, както и част от мраморен стълб, профилиран на края. В олтара на църквата една преградна плоча е поставена върху антична база от мрамор.
Църквата е издигната в 1912 година по инициатива на отец Велян Цветанов. Иконите са от 1913 година – дело на неизвестен автор. Осветена е в 1925 година от епископ Йосиф Битолски. В 1977 година църквата е обновена, като живописта цялостно е замазана. Представлява еднокорабна сграда, засводена с галерия (женска църква).